# Yelena Tcheboukina
Yelena Ovchinnikova Tcheboukina (en russe : Елена Васильевна Чебукина) est une joueuse de volley-ball russe née le 11 octobre 1965 à Almaty.